# Lago Vivi
Vivi, em russo:  Виви é um lago em Evenkia, Rússia, com 229 km² de área. No seu litoral sul encontra-se o centro geográfico da Federação Russa. A área é desabitada, não havendo assentamentos nas costas do lago.
Um monumento, denominado "Centro da Rússia", foi construído no local. Tem 7 metros de altura e foi fundado em agosto de 1992. Nas proximidades fica outro monumento, esse de 8 metros de altura, uma cruz da Igreja Ortodoxa, uma homenagem aos 600 anos da morte de Sérgio de Radonej.